# 宇都宮忠綱
宇都宮 忠綱（うつのみや ただつな、明応6年（1497年） - 大永7年7月16日（1527年8月12日））は、戦国時代の武将で、下野の宇都宮氏第18代当主。宇都宮氏の中興の祖で知られる宇都宮成綱の嫡男。母は那須資親の娘。瑞雲院（足利高基妻）は姉妹である。近年の研究では、尚綱・興綱は忠綱の弟という説もある。岡本元綱という実子もいたといわれるが不詳。通称は弥三郎。

## 生涯

### 誕生
明応6年（1497年）に下野国の戦国大名・宇都宮成綱の嫡男として、生まれる。弥三郎を名乗った。

### 永正の内訌

#### 家中分裂
享徳の乱以降、東国の戦乱は本格的となり、いよいよ戦国の乱世へと突入した。宇都宮氏も祖父・宇都宮正綱や父・宇都宮成綱がそれまで自立的だった塩谷氏・笠間氏・上三川氏・壬生氏などの宇都宮一族を下野宇都宮氏当主への従属性を強めさせ、家臣化させることに成功している。
これらによって忠綱が生まれた頃には既に宇都宮家中と呼ばれる宇都宮一族とその家臣らから構成される家臣団が形成されていた。
宇都宮家中成立当初に力を持っていたのは芳賀氏であり、永正期には芳賀高勝が家中に強い影響力を有していた。
父・宇都宮成綱は室町時代の度重なる内乱で没落した下野宇都宮氏を立て直すために尽力し、積極的に勢力拡大していた。
永正期になると、永正3年（1506年）、古河公方足利政氏と息子の足利高基が家督を巡って対立する永正の乱が勃発。父・成綱は古河公方家の争いに介入し、勢力の拡大を図った。父・宇都宮成綱は婿である足利高基を支持。忠綱も義兄弟である高基を支持していたが、筆頭家老の芳賀高勝は古河公方足利政氏を支持。権力者二人の意見が相違したことによって、宇都宮家中は大混乱し、家中は二つに分裂した。

#### 家督相続
当時の芳賀氏の権力は当主である成綱とほぼ同等であったため、宇都宮氏当主の立場は危うい状態だった。その後、父・成綱と高勝の対立が表面化。永正8年頃(1511年)父・宇都宮成綱と芳賀高勝の争いが激化し、武力衝突にまで発展するが、高勝の謀略によって父・宇都宮成綱は強引に隠居させられた。同時に、芳賀高勝によって忠綱が擁立され、遅くとも永正9年(1512年)には、宇都宮氏第18代当主となった。しかし、隠居後も父・宇都宮成綱が実質的な当主であり、実権を握っていた。また、父・成綱はこの間に弟 (忠綱にとっては叔父)の孝綱を塩谷氏に送り込み家督を継がせており、また、同じく父・成綱の弟 (忠綱にとっては叔父)の兼綱も武茂氏の家督を継承している。
この成綱の隠居と芳賀高勝による忠綱擁立の真相は、実は父・成綱による家中の完全掌握を狙った謀略の1つであった。

#### 宇都宮錯乱
永正9年(1512年)、父・成綱は、芳賀高勝を謀殺した。これによって芳賀氏与党が大反乱を起こし、宇都宮錯乱と呼ばれる内紛へと発展した。足利高基による支援や家臣の壬生綱重らの活躍により、約2年かけてこの乱を鎮圧。芳賀氏は宇都宮成綱・忠綱を頂点とする新しい支配体制に取り込まれる形で宇都宮錯乱及び、永正の内訌は収束した。
この間、忠綱は当主として何通か文書を発給しており、当主としての活動している。永正11年(1514年)には奥州伊達氏の伊達稙宗に佐竹氏・両那須氏へ攻撃するための連絡をとったりしていた。また、中には永正10年(1513年)に一向寺(現・宇都宮市西原)の諸公事等を免除した文書のように父・成綱の意思とは関係なく自らの意思で発給しているものもあった。

### 佐竹・岩城氏との争い

#### 竹林の戦い
永正11年（1514年） 7月頃に、古河公方家の内紛で足利政氏を支持していた芳賀氏が、宇都宮錯乱を経て足利高基を支持していた宇都宮成綱・忠綱の支配体制に取り込まれることによって、当時祇園城に移座していた足利政氏の背後の守りがなくなった。これに危機感を覚えた古河公方足利政氏は、佐竹氏・岩城氏に参陣要請を出し、それに応じた佐竹義舜・岩城由隆・佐竹氏と同盟関係であった那須氏の那須資房は永正11年7月29日に出陣し、2万もの大軍を率いて下野国に侵攻。同時に、宇都宮氏と佐竹氏による北関東の覇権を巡っての争いの1つでもあった。
この合戦の前に忠綱の近臣である永山忠好は佐八美濃守の祈念を謝しており、忠綱が佐八美濃守に栗ヶ島郷(現・高根沢町栗ヶ島)を寄進したことを述べている。
忠綱は宇都宮成綱の名代として出陣。17歳で総大将を任された。佐竹・岩城勢と那須口で対峙し、一戦している。那須氏は足利政氏を支持しており、佐竹氏と同盟関係を結んでいたためにここでの合戦は宇都宮勢にとって不利だった。ここで忠綱は敗北し、宇都宮に撤退。佐竹義舜・岩城由隆は撤退する忠綱に追撃をかけた。
下野国宇都宮竹林で両氏は再び対峙した。父・宇都宮成綱、同盟関係の結城氏の結城政朝・山川朝貞・水谷勝之などの援軍によって撃退に成功している。忠綱は、何とか勝利することができた。

#### 縄釣の戦い
永正11年（1514年）の竹林の戦いで佐竹義舜・岩城由隆勢に勝利してから2年後の永正13年（1516年）6月、常陸国の戦国大名佐竹義舜は再び陸奥国の戦国大名岩城由隆とともに大軍を率いて下野国に侵攻。
忠綱は父・成綱と出陣し、佐竹義舜・岩城由隆勢と下野国上那須庄浄法寺縄釣で対峙し、一戦した。結果は大勝で佐竹義舜・岩城由隆勢は撤退。宇都宮勢はそのまま追撃し、下野国武茂庄で一戦し勝利、さらには常陸国の月居まで侵攻して佐竹義舜・岩城由隆勢に壊滅的な被害を与えた。
近臣である永山忠好の文書から、この合戦で佐竹方の城や砦を多数落としたことが判明している。
この合戦で足利政氏の敗北は決定的になり、足利高基は名実ともに古河公方となった。これによって高基の義父である宇都宮成綱や義兄弟である忠綱の権威も相対的に強化され、また、佐竹氏との覇権争いに勝利し、下野宇都宮氏は全盛期を迎えた。

### 宇都宮成綱没後

#### 結城政朝との関係悪化
永正13年11月8日（1516年12月1日）、偉大なる父・宇都宮成綱が没した。これによって名実ともに下野宇都宮氏の当主となった。縄釣の戦いの半年後のことであった。さらには翌年、佐竹氏当主の佐竹義舜も没している。
忠綱は叔父である塩谷孝綱、武茂兼綱の補佐を受けて父の遺志を継ぎ、下野宇都宮氏のさらなる躍進を狙った。笠間氏や奥州伊達氏などとの連絡も多く行っており、家中支配のさらなる強化も行っている。成綱が没した後も足利高基との関係は良好だった。また、統一那須氏の後継者争いにも介入したりなど勢力拡大に積極的だった。しかし、成綱が没したことによって同盟関係である結城政朝との関係が悪化し、不安定になってくる。
結城氏とは、父・宇都宮成綱の代に成綱が成綱の姉である玉隣慶珎大姉を結城政朝に嫁がせて、義兄弟の関係になり、強固な同盟関係を築いていた。
関係悪化の主な原因は室町時代の頃の下野国旧結城領を巡って両者の間に確執があったといわれている。また、忠綱は結城政朝の器量を恐れていたという。

#### 大永の内訌
宇都宮忠綱及び壬生氏、永山忠好らを中心とする忠綱派と、芳賀氏、笠間氏、塩谷氏らを中心とする忠綱による家中支配の強化に不満を持った宇都宮家中の一部が忠綱と対立。芳賀高経らは結城氏の結城政朝と内通し、忠綱と対立した宇都宮家中は、初代古河公方足利成氏の孫娘である上杉顕実の娘を母とする成綱の弟である芳賀興綱を擁立した。笠間氏が芳賀高経に加担している文書が発見されており、さらに内訌の結果から反忠綱派に属した一族・家臣は相当の数にだったといわれており、大永の内訌は従来の説である宇都宮氏対芳賀氏・結城氏という単純な構図ではなかったということが判明した。

##### 猿山合戦
大永3年(1523年)8月、結城政朝は下野国の宇都宮領に侵攻してきた。宇都宮忠綱は出陣し、宇都宮猿山で結城勢と対峙し、ここで戦うが敗北する。忠綱は宇都宮城に撤退するが、宇都宮城は芳賀高経の策謀により、芳賀興綱、芳賀高経、芳賀高孝、塩谷孝綱、笠間氏らが占拠し、忠綱は入城できなかった。忠綱はやむを得ず、壬生綱房の居城である鹿沼城に身を寄せた。この合戦で結城政朝は下野国の旧結城領を宇都宮氏から奪い取ることに成功している。一方宇都宮氏は一族の今泉盛高が討死した。
また、『今宮祭祀禄』に大永3年（1523年）に祭礼の頭人である玉生右京助が勝山で討死している。勝山城を巡って興綱を擁立した家臣らと忠綱派による武力衝突があったことを示唆しており、また、翌年にも「乱ゆえ、御頭御座なく候」という記述があり、戦乱中だったことがわかる。

#### 河原田合戦
大永3年(1523年)11月10日、宇都宮忠綱は1800-2500の兵で皆川領に侵攻。皆川宗成は700の兵で出陣し、両軍は下野国皆川領河原田(（現・栃木県栃木市）)で対峙。合戦は宇都宮勢の大勝で当主の皆川宗成、宗成の弟の平川成明を討ち取るなど皆川氏に壊滅的な被害を与えた。しかしその後、小山氏、結城氏が1800の兵を率いて皆川氏の援軍として来て衝突。宇都宮勢は劣勢となり、退かざるを得なくなったため撤退している。
『皆川正中録』だけでなく、足利高基が猿山合戦後に宇都宮忠綱に送った文書にもこの合戦があったことを示唆する文があり、また、合戦となった場所の跡には、都賀町合戦場として名が残されてあるため、合戦そのものはあったが、内容はこの通りとは限らない。

#### 晩年
宇都宮城を奪取された後も、忠綱は宇都宮城へ帰城するために、積極的に軍事活動を行っていた。大永3年(1523年)から大永4年(1524年)にかけて、宇都宮領やその周辺で合戦が繰り返し起こっており、猿山合戦で宇都宮城を乗っ取られた宇都宮忠綱及び壬生氏らを中心とする忠綱派と、芳賀氏、笠間氏、塩谷氏らを中心とする反忠綱派で激しい争いがあった。
猿山合戦から1年後の大永4年(1524年)、忠綱派であった永山忠好は他国に亡命したが、その地でも佐八氏に忠綱が宇都宮城に帰れるように祈願している。猿山合戦での忠綱の敗北は、壬生綱房などの一部を除いた忠綱派の家臣団に深刻な影響を与えた。
系図には「鹿沼に退散し、以後和談。しこうして明年帰城」と記すものがあるが、大永4年(1524年)以降、忠綱の発給する文書が一通もないため、復位は実現しなかった。
大永7年7月16日（1527年8月12日））に没した。享年31。壬生氏の壬生綱房が忠綱を見限り、興綱に内通して寝返った綱房の謀略によって暗殺されたともいう。
大永の内訌は戦国時代の宇都宮氏にとって大きな痛手となっており、成綱期で築いてきたものをすべて水の泡にしてしまった。大永の内訌や宇都宮尚綱の代に起こった天文の内訌が、戦国時代後期の宇都宮広綱や宇都宮国綱の代に悪い影響を与えてしまっている。

## 人物
尊大不遜な人物だったといわれている。